# Kiện Khê
Kiện Khê là một thị trấn thuộc huyện Thanh Liêm, tỉnh Hà Nam, Việt Nam.

## Địa lý
Thị trấn Kiên Khê nằm ở phía bắc huyện Thanh Liêm, có vị trí địa lý:
- Phía đông, bắc giáp thành phố Phủ Lý
- Phía tây giáp huyện Kim Bảng
- Phía nam giáp xã Thanh Thủy

Thị trấn Kiện Khê có diện tích 7,65 km², dân số năm 1999 là 8.858 người, mật độ dân số đạt 1158 người/km².

## Hành chính
Thị trấn Kiện Khê được chia thành 7 tiểu khu: Châu Giang, Kiện Khê, La Mát, Ninh Phú, Tân Lâm, Tân Sơn, Tháp và tổ dân phố Bình Minh.

## Lịch sử
Ngày 10 tháng 1 năm 1984, Hội đồng Bộ trưởng ban hành Quyết định 2-HĐBT về việc chia xã Thanh Tuyền thành là xã Thanh Tuyền và thị trấn Kiện Khê (địa bàn xã Thanh Lâm cũ). Tuy nhiên Kiện Khê không phải là thị trấn huyện lỵ huyện Thanh Liêm, các cơ quan hành chính huyện đóng tại xã Thanh Lưu.